# Ion Izagirre Insausti
Ion Izagirre Insausti (castellà: Jon Izagirre Insausti)  (Ormaiztegi, 4 de febrer de 1989) és un ciclista basc, professional des del 2010. Actualment corre a l'equip Cofidis. El seu germà Gorka també és ciclista professional.

## Biografia
Ion Izagirre és fill del doble campió d'Espanya de ciclocròs José Ramón Izagirre, professional entre 1990 i 1994.
Tercer al Campionat d'Espanya en ruta sub-23 el 2008, Ion Izagirre s'integra en la disciplina de l'equip continental Orbea com a aprenent a finals del 2009, per l'any 2010 fitxa com a professional. En aquell any pren part al Tour de l'Avenir amb la selecció espanyola sub-23.
El 2011 fitxa per l'Euskaltel–Euskadi, on es troba el seu germà Gorka. El 2012 participa en el Gran Premi E3 i la Gant-Wevelgem en què finalitza en 30a i 15a posició respectivament. Alhora pren part en la seva primera gran volta, el Giro d'Itàlia, en què guanya en solitari l'etapa amb final a Pfalzen.
El 2014 es proclamà Campió d'Espanya en ruta, i el 2016 de contrarellotge, el mateix any que va aconseguir una victòria al Tour de França.
El 2023 guanya la 12a etapa al Tour de França.

## Palmarès
- 2008
  - 1r al Campionat de Gipuzkoa de contrarellotge individual
- 2009
  - Campió d'Euskadi de ciclocròs sub-23
  - 1r al Memorial Angel Mantecón
  - Vencedor d'una etapa de la Bizkaiko Bira
- 2012
  - Vencedor d'una etapa al Giro d'Itàlia
  - Vencedor d'una etapa a la Volta a Astúries
- 2014
  -  Campió d'Espanya en ruta
- 2015
  - 1r a la Volta a Polònia
- 2016
  -  Campió d'Espanya de contrarellotge
  - 1r al Gran Premi Miguel Indurain
  - Vencedor d'una etapa al Tour de Romandia
  - Vencedor d'una etapa a la Volta a Suïssa
  - Vencedor d'una etapa al Tour de França
- 2019
  - 1r a la Volta a la Comunitat Valenciana
  - Vencedor d'una etapa a la París-Niça
- 2020
  - Vencedor d'una etapa a la Volta a Espanya
- 2021
  - Vencedor d'una etapa a la Volta al País Basc
- 2022
  - Vencedor d'una etapa a la Volta al País Basc
- 2023
  - 1r al Gran Premi Miguel Indurain
  - Vencedor d'una etapa al Tour de França

### Resultats al Giro d'Itàlia
- 2012. 48è de la classificació general. Vencedor d'una etapa
- 2015. 27è de la classificació general
- 2019. 36è de la classificació general

### Resultats al Tour de França
- 2013. 69è de la classificació general
- 2014. 41è de la classificació general
- 2016. 47è de la classificació general. Vencedor de la 20a etapa
- 2017. Abandona (1a etapa)
- 2018. 22è de la classificació general
- 2020. Abandona (11a etapa)
- 2021. 26è de la classificació general
- 2022. 40è de la classificació general
- 2023. 45è de la classificació general. Vencedor d'una etapa

### Resultats a la Volta a Espanya
- 2019. 16è de la classificació general
- 2020. 29è de la classificació general. Vencedor d'una etapa